# Ça fait la job
Ça fait la job est un jeu télévisé acadien diffusé sur Unis TV depuis le 17 mai 2021. C’est une quotidienne diffusée quatre fois par semaine, soit du lundi au jeudi dans un format de 30 minutes.

## Concept
Ça fait la job est un jeu-questionnaire qui prouve que c’est possible d’avoir du fun en travaillant. C’est un jeu qui explore l'univers des métiers et des professions. Au cours de la semaine, trois artistes s'affrontent dans une série de questions et de mises en situation autour de domaines professionnels. Ils mettent leurs connaissances théoriques et pratiques et leurs compétences à l'épreuve. Chaque jour un nouveau corps de métier est mis en vedette. Au bout de la semaine, on veut savoir parmi les candidats qui fait la job et du même coup récolter de l'argent pour un projet entrepreneurial du Canada.
L’émission est co-produite par Productions l’Entrepôt et Botsford Média, deux sociétés de production situées au Nouveau-Brunswick.

## Historique
Ça fait la job est une idée originale développée par l’Acadien André Roy pendant le confinement. Voyant les bureaux vides de jour en jour et pour garder un esprit saint, il changeait de bureau et ça le faisait rire. Cela a été son inspiration pour développer ce jeu.

## Animateurs

### Saison 1, animée par Luc LeBlanc
Luc LeBlanc est un humoriste, comédien et animateur acadien qui fait partie du trio Les Newbies dont la série du même nom a duré deux saisons à la télé. Il a aussi animé Le grand ménage des Fêtes sur les ondes d’Unis TV à deux reprises. Sur les ondes de Radio-Canada , il a animé le talk-show, Luc et Luc, pendant 6 saisons.

### Saison 2, animée par Samuel Chiasson
Samuel Chiasson est un animateur et humoriste acadien. Pendant plus de 20 ans, il a travaillé à Radio-Canada tant à la radio qu’à la télévision. Il continue d'animer l'émission depuis.

## Participants
Chaque semaine sur la page Facebook de Productions l'Entrepôt, les participants de la semaine sont annoncés. Chaque gagnant est aussi annoncé à la fin de la semaine, ainsi que le montant qui est versé à l'organisme ou au programme subventionné par le jeu télévisé.

### Saison 1
- Alex Perron
- Hélène Bourgeois Leclerc
- Benoît McGinnis
- Geneviève Brouillette
- Stéphane Fallu
- Antoine Vézina
- Anne Casabonne
- Mélanie Couture
- Réal Bossé
- Isabelle Cyr
- Simon Boulerice
- Mehdi Bousaidan
- Anaïs Favron
- Jérémie Larouche
- Jean-François Mercier
- Édith Cochrane
- Eddy King
- Pascal Morrissette
- Maude Landry
- MC Gilles
- Philippe Laprise
- Tammy Verge
- Mathieu Cyr
- Christian Essiambre
- Coco Belliveau
- Korine Côté
- Yves P. Pelletier
- Ève Landry
- Neev Bensimhon
- Alexandre Bisaillon
- Chantal Lamarre
- Catherine Brunet
- Julien Dionne
- Christine Morency
- François Léveillée
- Réal Béland
- Christine Beaulieu
- Martin Cloutier
- Sylvie Moreau

### Saison 2
- Debbie Lynch-White
- Cathy Gauthier
- Rémi-Pierre Paquin
- Chantal Fontaine
- Sonia Vachon
- Vincent Poirier
- France D'Amour
- Joseph Edgar
- Pierre-Luc Pomerleau
- Marc Hervieux
- Stéphane Jacques
- Guillaume Cyr
- Bianca Gervais
- Olivier Gervais-Courchesne
- Luc Senay
- Nadia Campbell
- Hubert Proulx
- Vincent Graton
- Véronique Claveau
- Olivier Nadon
- Luc Langevin
- Valérie Blais
- Bass Levesque
- Richardson Zéphir
- Mélanie Maynard
- Jean-Thomas Jobin
- Martin Laroche
- Jessica Barker
- Sébastien Huberdeau
- Pierre-Yves Lord
- Guylaine Tremblay
- Josée Deschênes
- Bryan Audet
- Diane Losier
- Mario Jean
- Jean-François Baril
- Sylvie-Catherine Beaudoin
- Alex Godbout
- Dominic Sillon

### Saison 3(en ordre d'apparition)
- Yves Jacques
- Maxim Roy
- Benoît Mauffette
- Gildor Roy
- Cynthia Wu-Maheux
- Emmanuel Auger
- Brigitte Lafleur
- Martin Vachon
- Ryan Doucette
- Lou-Pascal Tremblay
- Marieme Ndiaye
- Marianne Verville
- Véronique Beaudet
- Olivier Dion
- Félix-Antoine Tremblay
- Ingrid Falaise
- Karl Walcott
- Patricia Paquin
- Simon Pigeon
- Marilyse Bourke
- Martine Franke
- Martin-David Peters
- Louis Champagne
- Lynda Johnson
- Valérie Roberts
- Joey Scarpellino
- Normand D'Amour

### Saison 4(en ordre d'apparition)
- André Robitaille
- Marie-Chantal Perron
- Patrice Godin
- Emmanuel Bilodeau
- Karine Gonthier-Hyndman
- Jean-Sébastien Courchesne
- Anouk Meunier
- Jean-Michel Vanasse
- Nicolas Ouellet
- Jean-François Breau
- Élyse Marquis
- Matthieu Girard
- Sonia Cordeau
- Vincent Bolduc
- Ludivine Reding
- Catherine De Léan
- Jean-Simon Leduc
- Frédéric Millaire Zouvi
- Brigitte Boisjoli
- Étienne Drapeau
- Suzie Villeneuve
- Sam-Éloi Girard
- Thomas Derasp-Verge
- Sylvie Potvin
- Sébastien Diaz
- Geneviève Rochette
- Bernard Fortin
- Joël Legendre
- Annie Villeneuve
- Wilfred Le Bouthillier
- Pierre-Luc Fontaine
- Marie Turgeon
- Mikhaïl Ahooja
- Louis-Philippe Dandenault
- Catherine Bérubé
- Fred-Éric Salvail
- Antoine Pilon
- Pierre-Luc Lafontaine
- Mirianne Brûlé

### Saison 5(en ordre d'apparition)
- Guy Jodoin
- Léane Labrèche-Dor
- Cédric Landry
- Catherine Proulx-Lemay
- Corey Loranger
- Julianne Côté
- Maxime de Cotret
- Isabelle Vincent
- David Losier
- Hugo Giroux
- Isabelle Brouillette
- Frédéric Pierre
- Catherine Renaud
- LeLouis Courchesne
- Marie-Ève Perron
- Sara Dufour
- Robin-Joël Cool
- Caroline Savoie
- Émilie Bibeau
- Peter Miller
- Myriam LeBlanc
- Mathieu Quesnel
- Ève Côté
- Stef Paquette
- Marilou Morin
- Patrice Coquereau
- Michelle Desrochers
- David Savard
- Silvi Tourigny
- Jean-Marc Généreux
- Julie Ménard
- Alexis Martin
- Rosalie Bonenfant
- Marie-Joanne Boucher
- Maxime Denommée
- Tatiana Zinga Botao
- François Chénier
- Micheline Marchildon
- Fabien Dupuis

## Premières diffusions
La saison 1 est diffusée du 17 mai 2021 au 17 septembre 2021
La saison 2 est diffusée du 20 septembre 2021 au 16 décembre 2021
La saison 3 est diffusée du 31 janvier 2022 au 31 mars 2022
La saison 4 est diffusée du 5 septembre 2022 au 1er décembre 2022
La saison 5 est diffusée du 4 septembre 2023 au 30 novembre 2023